# Zwölf Apostelkeller

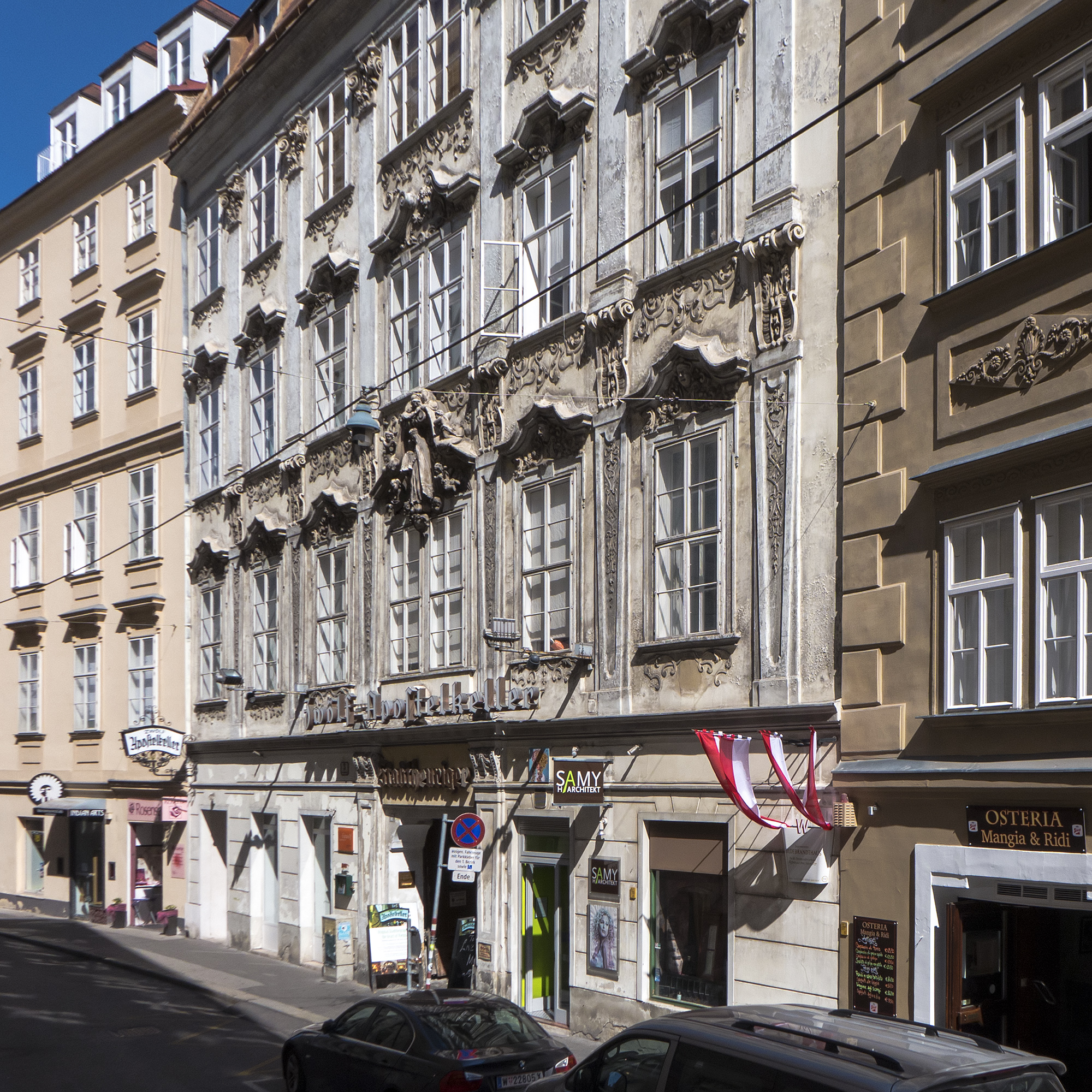
Der Zwölf Apostelkeller im Hildebrandt-Haus

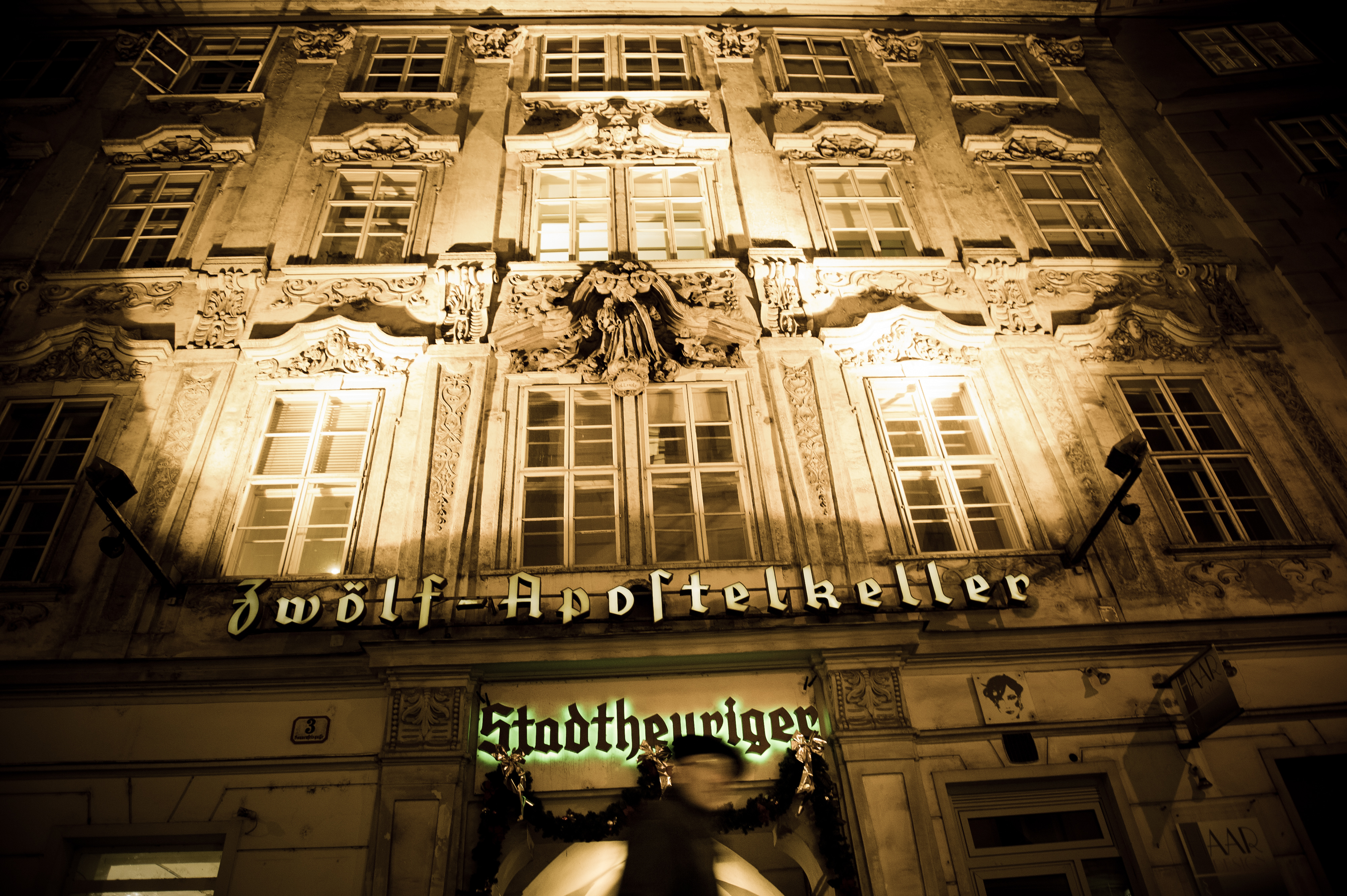
Das Gebäude bei Nacht

Der Zwölf Apostelkeller ist ein historischer Stadtheuriger in den Kellergewölben des Hauses Sonnenfelsgasse 3 (auch „Hildebrandt-Haus“ oder „Elloisches Haus“) im 1. Wiener Gemeindebezirk Innere Stadt. Das Gebäude und die Keller stehen unter Denkmalschutz (Listeneintrag).
Das untere Kellergeschoß wurde um das Jahr 1100 errichtet. Das Mauerwerk besteht aus romanischen Steinquadern, die zu dieser Zeit hauptsächlich für vornehme Gebäude verwendet wurden. Einige Zeit später wurde die heute einzige noch erhaltene gotische Brunnenstube hineingebaut. Sie ist figural verziert.
Das Haus wurde 1339 erstmals urkundlich im Besitz von „Diemuth, der Witwe von Chunrath, des alten Hansgrafens“ erwähnt. Der höher gelegene gotisch gewölbte Keller entstand bereits vor 1500. Das Haus wurde im 16. Jahrhundert zerstört und 1561 wiedererrichtet. Im Zuge der Wiedererrichtung erhielt der untere Keller die frühbarocken Wölbungen. Diese Jahreszahl wurde auf dem Grundstein im unteren Keller gefunden. Das Haus erhielt 1721 die heute noch erhaltene barocke Fassade.
Heute wird der Stadtheurige von der Vindobona Betriebsführung Ges.m.b.H. betrieben und bietet hauptsächlich Wiener Küche.